# فیلتر آب سرامیکی

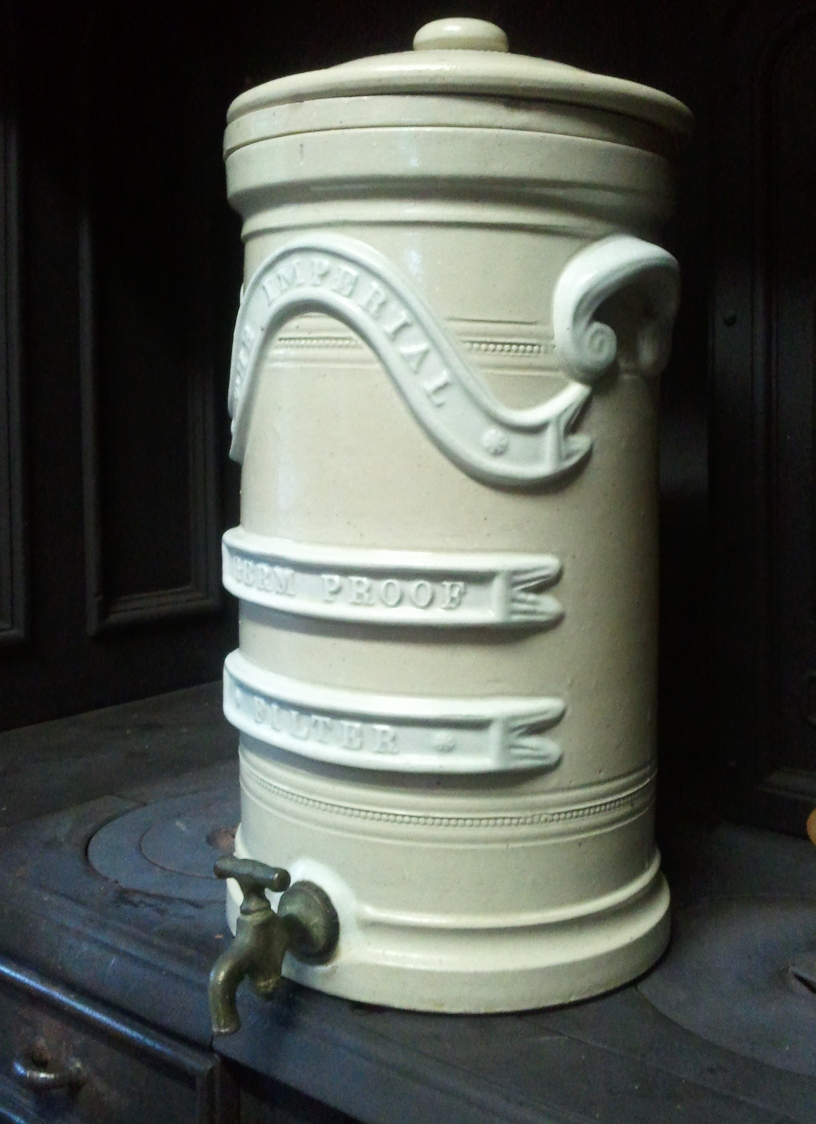
نمونه ای از فیلتر آب سرامیکی ویکتوریایی(در دوران سلطنت ملکه ویکتوریا)

فیلتر آب سرامیکی (CWF) (به انگلیسی: Ceramic water filter) نوعی فیلتر آب ارزان قیمت و مؤثر است که بسته به اندازه منفذ کوچک ماده سرامیکی برای فیلتر کردن آلودگی، بقایا و باکتری‌های موجود درآب کاربرد دارد. این امر موجب به ایده‌آل ساختن محصول در کشورهای در حال توسعه می‌باشد. و از فیلترهای سرامیکی قابل حمل معمولاً در کوله پشتی استفاده می‌شود. 

## روش عمل

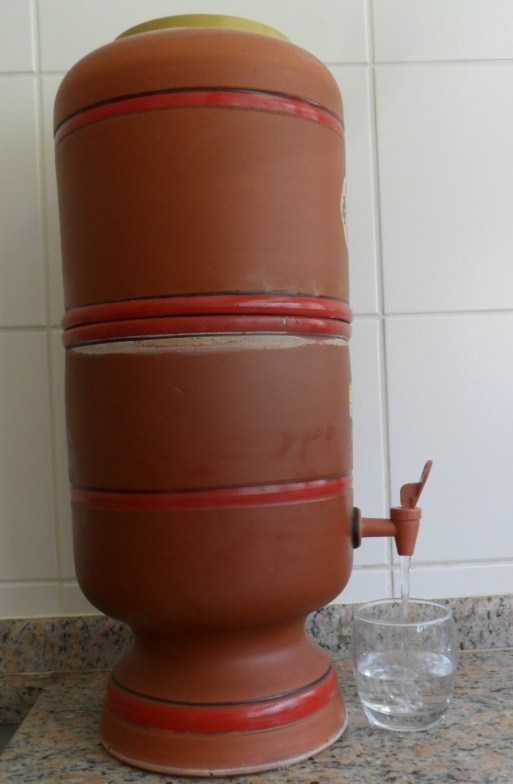
فیلتر آب سرامیکی نوع گلدانی ، که آب تمیز را درون لیوان جاری می کند.

همانند با سایر روش های فیلتر کردن،این فیلتر ذرات بزرگتر از اندازه منفذ موجود در ماده فیلتر را از بین میبرد. به طور معمول باکتری ها،تک یاخته ها و کیست های میکروبی برداشته میشوند.با این حال،این فیلتر ها در برابر ویروس ها تاثیر گذار نیستند زیرا اندازه ی این ویروس ها به قدری کوچک است که از  سمت "تمیز" فیلتر عبور میکنند. فیلتر های آب سرامیکی(CWF) ممکن است با نقره به شکلی تصفیه شوند که از بین نروند.نقره به از بین بردن یا ناتوان ساختن باکتری ها و جلوگیری از رشد کپک و جلبک در بدنه های فیلتر کمک میکند.
فیلتر های سرامیکی به خودی خود آلاینده های شیمیایی را از بین نمی‌برند.با این حال، برخی تولید کنندگان(به خصوص تولید کنندگان فیلتر شمع سرامیکی) یک هسته ی کربن فعال با کارایی بالا در داخل کارتیج فیلتر سرامیکی دارند که باعث کاهش آلودگی های آلی و فلزی میشوند.کربن فعال ترکیباتی مانند کلر را جذب میکند.فیلتر های دارای کربن فعال به طور دوره ای باید تعویض گردند زیرا کربن با مواد خارجی باعث مسدود شدن راه میشوند.
دو نوع از متداولترین فیلتر های آب سرامیکی ، فیلترهای نوع گلدانی و شمعی هستند. سیستم های فیلتر سرامیکی از یک فیلتر سرامیکی متخلخل تشکیل شده است که به یک پلاستیک یا ظروف سرامیکی متصل شده یا روی آن قرار می گیرد. آب آلوده در یک ظرف بالایی ریخته می شود. از فیلتر (ها) به داخل مخزن زیر عبور می کند. در مخزن پایین معمولاً شیر آب نصب می شود.
آلودگی های بزرگتر از سوراخهای ریز ساختار سرامیکی در نیمه بالایی واحد باقی می مانند. فیلتر (های) را می توان با استفاده از مسواک زدن با یک برس نرم و شستشو با آب،تمیز کرد. از آب گرم و صابون نیز می توان استفاده کرد.
در استفاده های ساکن و بی حرکت ، شمع های سرامیکی دارای مزایای مکانیکی ، عملیاتی و ساختی نسبت به درج های ساده و گلدان ها هستند. شمع های فیلتر این امکان را فراهم میسازند که از ظروف فلزی و پلاستیکی محکم استفاده شوند، که این امر اثر کمی در کاهش بهداشت دارد. از آنجا که ناحیه فیلتر این شمع ها مستقل از اندازه اتصال پیوست است ، نشت کمتری نسبت به شکل های دیگر فیلتر قابل تعویض وجود دارد و می توان از واشرهای گران قیمت و با کیفیت بالاتر استفاده کرد. از آنجایی که آنها بوسیله مخزن بالایی محافظت می شوند نه اینکه آن را تشکیل دهند ، در استفاده های معمولی آسیب کمتری می بینند. بهداشت این فیلترها آسان تر است ، زیرا قسمت بهداشتی آن در قسمت داخلی شمع است. قسمت غیر بهداشتی در خارج است ، جایی که به راحتی تمیز می شود.آنها انواع بیشتری از ظروف و کاربردها را نسبت به گلدان های ساده جا میدهند و به یک سوراخ ساده در یک ظرف متصل می شوند. این فیلترها همچنین می توانند بدون جایگزینی با کل ظرف بالایی تعویض شوند ، و ظروف بزرگتر می توانند به راحتی از شمع های فیلتر بیشتری استفاده کنند و ساخت فیلتر را استاندارد می کنند. در صورت شکسته شدن فیلتر موجود در یک مخزن چند فیلتر ، می توان سوراخ فیلتر را وصل کرد و می توان با فیلترهای کمتر و زمان پر کردن مجدد ، فیلتر را ادامه داد تا اینکه جایگزینی بدست آید. همچنین استاندارد سازی فیلتر باعث می شود که یک یا چند فیلتر در دسترس نباشد.
فیلترهای سرامیکیدیگری مثل فیلتر سرامیکی قابل حمل مانند Miniworks که از طریق پمپاژ دستی کار می کنند و فیلترهای سرامیکی خطی که آب آشامیدنی لوله کشی منزل را فیلتر می کند نیز وجود دارند. تمیز کردن این فیلترها مانند فیلتر گلدان سفالی است ، اما امکان تمیز کردن جریان معکوس را نیز فراهم می کند ، در آنجا آب تمیز از طریق فیلتر به قسمت پشتی فیلتر منتقل می شود و هر گونه آلودگی را از منافذ سرامیک خارج می کند.
خطر های اصلی که ریسک در انواع فیلترهای سرامیکی وجود دارند، ترکهای خط مویی و آلودگی متقاطع عمده در انواع فیلترهای سرامیکی هستند. در صورت افتادن واحد یا بد استفاده کردن از آن ، طبیعت ترد و شکننده مواد سرامیکی می تواند باعث ایجاد ترک های ریز که به سختی قابل مشاهده هستند می شود و باعث ایجاد آلودگی های بزرگتر از طریق فیلتر نیز می شوند. کار برای اصلاح نسبت خاک رس / خاک اره در طول تولید برای بهبود ماهیت شکننده و مقاومت در برابر شکست این مواد فیلتر آب سرامیکی سفالی در حال انجام است. اگر قسمت آب "تمیز" غشای سرامیکی در تماس با آب کثیف ، دست ها ، پارچه های تمیز کننده باشند ، فیلتراسیون بی اثر خواهد بود. در صورت بروز چنین تماسی ، قسمت تمیز فیلتر باید قبل از استفاده مجدد کاملاً استریل شود.

## بررسی پارامترهای حیاتی در تولید فیلترهای آب سرامیکی
سرعت جریان را می توان با موارد زیر افزایش داد:
- افزایش تخلخل فیلتر ، با افزایش مقدار مواد سوخته در مخلوط خاک رس ؛
- افزایش اندازه منافذ ، یا با تغییر توزیع اندازه ذرات مواد فرسودگی ، یا با تغییر حداکثر درجه حرارت شلیک.

اثر بخشی حذف باکتری فقط در صورت افزایش اندازه منافذ به خطر می افتد.

## توسعه و گسترش

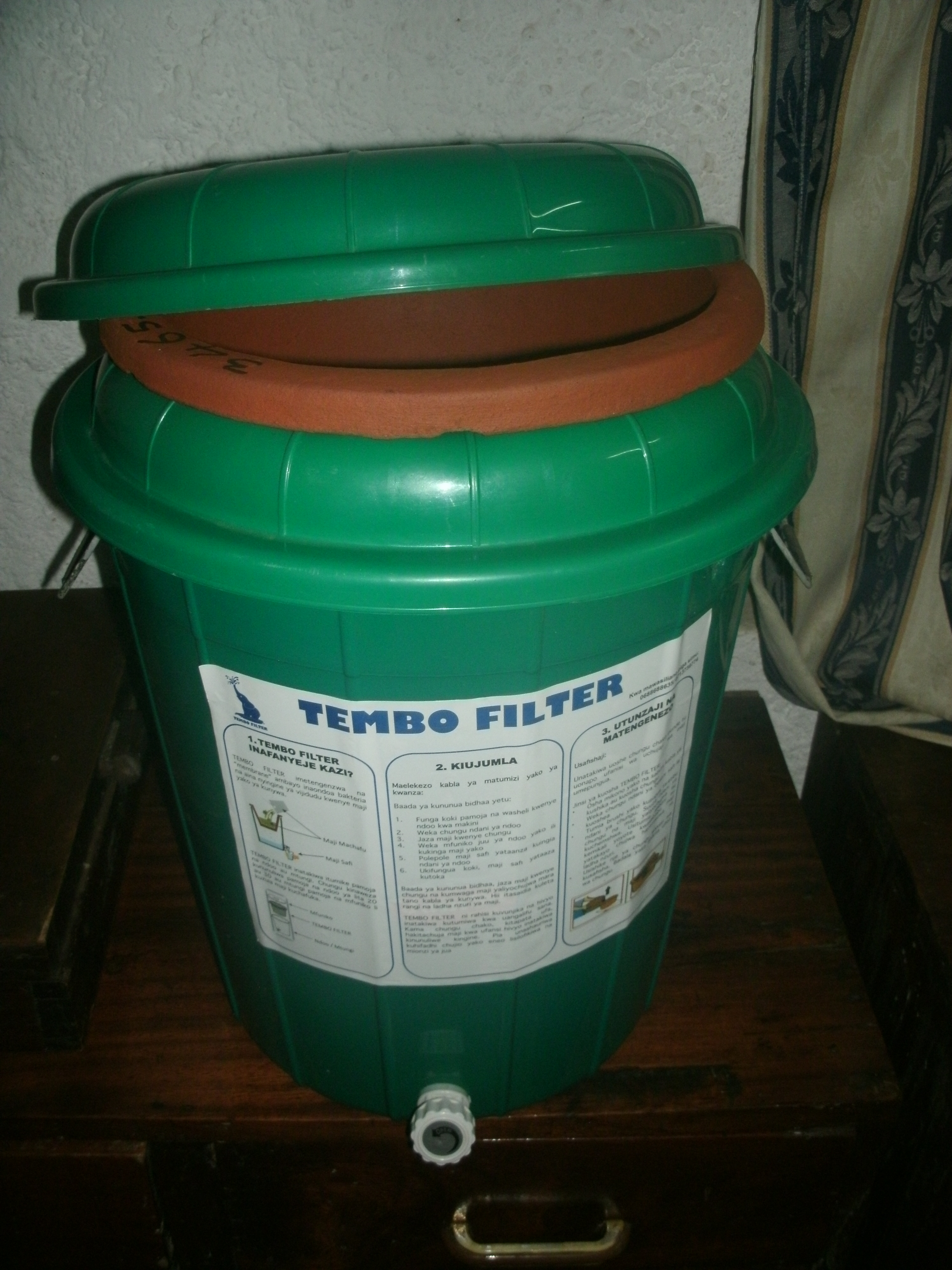
فیلتر آب سرامیکی گلدانی مدرن ، ساخت MSABI.

هنری دولتون شکل مدرن فیلتر آب بهداشتی شمع سرامیکی را در سال 1827 اختراع کرد. در سال 1835 ، ملکه ویکتوریا به او مأموریت داد تا چنین وسیله ای را برای استفاده شخصی خود تولید کند. تا سال 1846 ، سرامیک دولتون به طور گسترده ای به عنوان تولید کننده اصلی یک دستگاه پیشگیری موثر برای درمان آب عفونی شناخته شد. در سال 1887 ، دولتون به دلیل کار با فیلترهای آب مخترع این روش شد. تحقیقات لوئیز پاستور در مورد باکتری ها نیز دلیل قابل قبولی برای تأثیر فیلترها ارائه داده است. سازمان اصلی دولتون برای فیلترهای آب همچنان وجود دارد ، اگرچه چندین بار فروخته شده و تغییر نام داده است. "Dollton" در حال حاضر (2013) علامت تجاری ثبت شده 
بسیاری از دانشگاه های شامل MIT ؛ دانشگاه های کلرادو ؛ دانشگاه پرینستون؛ دانشگاه ویسکانسین-میلواکی ؛ دانشگاه ایالتی اوهایو ؛ دانشگاه های تولین ، ویرجینیای غربی ، کارولینای شمالی در ایالات متحده دانشگاه دلفت ، استراتکلاید در اروپا ، USAID ، یونیسف ، دانشگاه زامورانو در هندوراس ، دانشگاه ریفیل لاندیوار در گواتمالا ، دانشگاه زمین ، موسسه منابع هیدرولیک ، صلیب سرخ ، مهندسان بدون مرز ، سازمان ملل ، کشورهای آفریقا مانند نیجریه ، غنا ، بورکینافاسو ، کنیا و غیره و کشورهایی در آسیا مانند نپال ، بنگلادش ، کامبوج ، سریلانکا ، هند ، ویتنام و غیره و سازمان های غیردولتی از گسترش استفاده از فیلترهای سرامیکی در طرح های توسعه آب آشامیدنی حمایت می کنند.  فیلتر هایی که اکثراً به صورت فیلترهای گلدان سفالی هستند. 
آقای فرناندو مازاریگوس از گواتمالا در سال 1981 مسئولیت توسعه فناوری فیلتر گلدان سرامیکی را بر عهده داشت در حالی که مدیر تحقیقات آب در انستیتوی تحقیقات آمریکای مرکزی در شهر گواتمالا تحصیل کرد و یک طرفدار و مبتکر اصلی در این زمینه به عنوان بخشی از گروه برای استفاده از فیلتر گلدان سرامیکی (گلدان) از مرزهای بین‌المللی بود و به کشورهای در حال توسعه کمک کرد تا آب آشامیدنی با کیفیت بالا تهیه کنند. رون ریورا همچنین در سراسر جهان با Potters for Peace کار کرد تا به نفع و سود کارگران خاک رس در کشورهای در حال توسعه باشد تا تجارت خود را حفظ کنند. 
آخرین تحولات در هند انجام شده است ، سازمان های غیردولتی مانند Enactus IIT Madras ، Rupayan Sansthan ، بنیاد Sehgal از توسعه و استفاده از فیلترهای آب سرامیکی شکل گرفته به نام frustum بومی به نام فیلتر G برای ابتکارات توسعه آب آشامیدنی در تامیل نادو ، راجستان ، بیهار و سایر ایالت ها پشتیبانی می کنند.   

## جستار های وابسته
- لیست تامین آب و بهداشت توسط کشور[۱۰]